# Liste der Gemeinden im Landkreis Cloppenburg
Die Liste der Gemeinden im Landkreis Cloppenburg gibt einen Überblick über die 13 kleinsten Verwaltungseinheiten des Landkreises. Drei der Gemeinden sind Städte. Die Kreisstadt Cloppenburg und Friesoythe sind Mittelstädte, Löningen ist eine Kleinstadt.
Im Rahmen der oldenburgischen Verwaltungsreform von 1933 wurden die Ämter Cloppenburg und Friesoythe zum Amt Cloppenburg zusammengefasst. Gleichzeitig wurden einige der alten Gemeinden zu neuen Großgemeinden zusammengefasst. Aus dem vergrößerten Amt Cloppenburg wurde 1939 der Landkreis Cloppenburg .
Die Gemeindereformen von 1933 wurden 1948 teilweise wieder rückgängig gemacht. Bösel, Lindern, Markhausen, Neuscharrel, Ramsloh, Scharrel und Strücklingen wurden dadurch wieder zu eigenständigen Gemeinden.
Seinen heutigen Zuschnitt erhielt der Landkreis Cloppenburg im Rahmen der Gebietsreform in Niedersachsen am 1. März 1974:
- Die Gemeinden Ramsloh, Scharrel und Strücklingen (ohne die Ortschaft Idafehn) wurden zu einer neuen Gemeinde Saterland zusammengeschlossen.
- Die Gemeinden Altenoythe, Markhausen und Neuscharrel sowie die Gemeinden Gehlenberg und Neuvrees aus dem Landkreis Aschendorf-Hümmling wurden in die Stadt Friesoythe eingegliedert.
- Die Gemeinde Wachtum aus dem Landkreis Meppen wurde in die Gemeinde Löningen eingegliedert.
- Die Ortschaft Idafehn schied aus dem Landkreis aus und wurde in die Gemeinde Ostrhauderfehn im Landkreis Leer eingegliedert.

Alle Gemeinden des Landkreises sind Einheitsgemeinden.

## Beschreibung
Der Landkreis hat eine Gesamtfläche von 1418,45 km2. Die größte Fläche innerhalb des Landkreises haben die Stadt Friesoythe mit 247,09 km2 und die Gemeinde Molbergen mit 162,52 km2. Es folgen die Stadt Löningen mit 143,23 km2, die Gemeinde Saterland mit 123,62 2 und die Gemeinde Garrel mit 113,31 km2. Weiterhin größer als 100 km2 sind die Gemeinden Emstek mit 108,14 km2 und Bösel mit 100,17 km2. Eine Gemeinde – Essen (Oldenburg) – hat eine Fläche die größer ist als 90 km2, je zwei weitere Gemeinden sind größer als 80 km2 beziehungsweise 70 km2, darunter die Kreisstadt Cloppenburg. Die flächenmäßig kleinste Gemeinde im Landkreis ist Lindern (Oldenburg) mit einer Fläche von über 65,81 km2.
Den größten Anteil an der Bevölkerung des Landkreises von 176.540 Einwohnern haben die Städte Cloppenburg mit 36.479 Einwohnern, Friesoythe mit 22.568 Einwohnern. Fünf weitere Gemeinden haben über 10.000 Einwohner und zwei über 8.000 beziehungsweise eine über 7.000 (Bösel). Zwei weitere Gemeinden haben über 6.000 Einwohner. Die von der Flächengröße her kleinste Gemeinde, Lindern (Oldenburg), ist mit 5053 Einwohnern auch die von der Einwohnerzahl her kleinste.
Der gesamte Landkreis Cloppenburg hat eine Bevölkerungsdichte von 124 Einwohnern pro km2. Die größte Bevölkerungsdichte innerhalb des Kreises haben die Stadt Cloppenburg mit 516 Einwohnern pro km2 sowie die Gemeinden Barßel mit 163 und Garrel mit 132, gefolgt von den Gemeinden Emstek mit 115 und Saterland mit 116. Die Stadt Löningen hat eine Bevölkerungsdichte von über 90. Fünf weitere Gemeinden haben eine Bevölkerungsdichte von über 80. Die übrigen zwei Gemeinden haben eine Bevölkerungsdichte von über 70. Die Gemeinde mit der geringsten Bevölkerungsdichte ist Lindern (Oldenburg) mit 77 Einwohnern pro km2.

## Legende
- Gemeinde: Name der Gemeinde beziehungsweise Stadt
- Teilorte: Aufgezählt werden die ehemals selbständigen Gemeinden der Verwaltungseinheit. Dazu ist das Jahr der Eingemeindung angegeben. Bei den Teilorten, die vor der Gebietsreform zu einem anderen Landkreis gehörten als der Hauptort der heutigen Gemeinde, ist auch dieses vermerkt
- Wappen: Wappen der Gemeinde beziehungsweise Stadt
- Karte: Zeigt die Lage der Gemeinde beziehungsweise Stadt im Landkreis
- Fläche: Fläche der Stadt beziehungsweise Gemeinde, angegeben in Quadratkilometer
- Einwohner: Zahl der Menschen die in der Gemeinde beziehungsweise Stadt leben (Stand: 31. Dezember 2023[4])
- EW-Dichte: Angegeben ist die Einwohnerdichte, gerechnet auf die Fläche der Verwaltungseinheit, angegeben in Einwohner pro km2 (Stand: 31. Dezember 2023[5])
- Höhe: Höhe der namensgebenden Ortschaft beziehungsweise Stadt in Meter über Normalnull
- Bild: Bild aus der jeweiligen Gemeinde beziehungsweise Stadt

## Gemeinden
| Gemeinde                 | Teilorte | Wappen                                  | Karte                                                          | Fläche   | Einwohner | EW- Dichte | Höhe | Bild                                                         |
| ------------------------ | --- | --------------------------------------- | -------------------------------------------------------------- | -------- | --------- | ---------- | ---- | ------------------------------------------------------------ |
| Landkreis Cloppenburg    | | Wappen des Landkreises Cloppenburg      | Lage des Landkreises Cloppenburg in Niedersachsen              | 1.418,45 | 176,540   | 124        |      | Thülsfelder Talsperre im Landkreis Cloppenburg               |
| Barßel                   | Barßel Barßelermoor Carolinenhof Elisabethfehn Harkebrügge Lohe Loher-Ostmark Loher-Westmark Neuland Neulohe Osterhausen (früheres Johanniter-Nonnenkloster) Reekenfeld Roggenberg | Wappen der Gemeinde Barßel              | Lage der Gemeinde Barßel im Landkreis Cloppenburg              | 84,34    | 13,707    | 163        | 2    | Ebkenssche Windmühle in Barßel                               |
| Bösel                    | Bösel Edewechterdamm (nur einige Häuser, der Großteil gehört zu Friesoythe) Glaßdorf Hülsberg Osterloh Ostland Overlahe Petersdorf Westerloh | Wappen der Gemeinde Bösel               | Lage der Gemeinde Bösel im Landkreis Cloppenburg               | 100,17   | 8.760     | 87         | 13   | Museumspark „Am Pallert“ in Bösel                            |
| Cappeln (Oldenburg)      | Cappeln (Oldenburg) Bokel Elsten Mintewede Nutten/Tegelrieden Schwichteler Sevelten Tenstedt Warnstedt | Wappen der Gemeinde Cappeln (Oldenburg) | Lage der Gemeinde Cappeln (Oldenburg) im Landkreis Cloppenburg | 76,24    | 7.565     | 99         | 46   | St. Franziskus in Elsten (Cappeln (Oldenburg))               |
| Cloppenburg (Kreisstadt) | Cloppenburg Ambühren Bethen Emstekerfeld Galgenmoor Kellerhöhe Schmertheim Staatsforsten Stapelfeld Sternbusch Vahren | Wappen der Stadt Cloppenburg            | Lage der Stadt Cloppenburg im gleichnamigen Landkreis          | 70,63    | 36,479    | 516        | 39   | Die Ruinen der Burg Cloppenburg                              |
| Emstek                   | Emstek Bühren Drantum Garthe Halen Höltinghausen Hoheging Westeremstek | Wappen der Gemeinde Emstek              | Lage der Gemeinde Emstek im Landkreis Cloppenburg              | 108,14   | 12,490    | 115        | 57   | Pfarrkirche St. Margaretha in Emstek                         |
| Essen (Oldenburg)        | Essen (Oldenburg) Addrup Ahausen Barlage Bartmannsholte Beverdiek Bevern Bokel Brokstreek Calhorn Darrel Essen-Ort Felde Gut Lage Herbergen Hülsenmoor Nordholte/Stadtsholte Osteressen Sandloh Uptloh                                                                                               | Wappen der Gemeinde Essen (Oldenburg)   | Lage der Gemeinde Essen (Oldenburg) im Landkreis Cloppenburg   | 98,02    | 9.280     | 95         | 26   | Gut Lage (Herrenhaus) in Essen (Oldenburg)                   |
| Friesoythe (Stadt)       | Friesoythe Ahrensdorf Altenoythe Augustendorf Edewechterdamm Eggershausen Ellerbrock Gehlenberg Heetberg Heinfelde Hohefeld Ikenbrügge Kampe Kamperfehn Markhausen Mehrenkamp Neuscharrel Neuvrees Pehmertange Schillburg Schlingshöhe Schwaneburg Schwaneburgermoor Thüle                           | Wappen der Stadt Friesoythe             | Lage der Stadt Friesoythe im Landkreis Cloppenburg             | 247,09   | 22,568    | 91         | 6    | Windmühle Gehlenberg (Erdholländer) in Friesoythe            |
| Garrel                   | Garrel Beverbruch Bürgermoor-Kellerhöhe Falkenberg Hinter dem Forde/Kammersand Kaifort Nikolausdorf Petersfeld Peterswald Tweel/Tannenkamp-Amerika Varrelbusch | Wappen der Gemeinde Garrel              | Lage der Gemeinde Garrel im Landkreis Cloppenburg              | 113,31   | 14,928    | 132        | 20   | Garrel - Amerikastraße                                       |
| Lastrup                  | Lastrup Groß-Roscharden Hammel Hammesdamm Hamstrup Hemmelte Klein-Roscharden Kneheim Maltrum Nieholte Norwegen Oldendorf Schnelten Suhle Timmerlage | Wappen der Gemeinde Lastrup             | Lage der Gemeinde Lastrup im Landkreis Cloppenburg             | 85,31    | 7.659     | 90         | 45   | Modellflugzeuge auf dem Flugplatz Groß-Roscharden in Latsrup |
| Lindern (Oldenburg)      | Lindern (Oldenburg) Auen Garen Großenging Gingermühlen Klöbbergen Hegel Holthaus Kleinenging Liener Lienerloh Marren Neuenkämpen Osterlindern Garen-Nieholte Stühlenfeld Varbrügge | Wappen der Gemeinde Lindern (Oldenburg) | Lage der Gemeinde Lindern (Oldenburg) im Landkreis Cloppenburg | 65,81    | 5.053     | 77         | 37   | Großsteingrab Schlingsteine in Lindern (Oldenburg)           |
| Löningen (Stadt)         | Löningen Altenbunnen Angelbeck Augustenfeld Böen Benstrup Bokah Borkhorn Duderstadt Düenkamp Ehren Elbergen Evenkamp Farwick Hagel Helmighausen Holthausen Huckelrieden Lewinghausen Lodbergen Madlage Meerdorf Neuenbunnen Röpke Schelmkappe Steinrieden Vehrensande Wachtum Werwe Windhorst Winkum | Wappen der Stadt Löningen               | Lage der Stadt Löningen im Landkreis Cloppenburg               | 143,23   | 14,358    | 100        | 24   | Innenstadt mit Adventsbrunnen in Löningen                    |
| Molbergen                | Molbergen, Dwergte, Ermke, Grönheim, Peheim, Resthausen und Stalförden | Wappen der Gemeinde Molbergen           | Lage der Gemeinde Molbergen im Landkreis Cloppenburg           | 162,52   | 9.315     | 57         | 35   | Gut Stedingsmühlen in Molbergen                              |
| Saterland                | Ramsloh Scharrel Sedelsberg Strücklingen | Wappen der Gemeinde Saterland           | Lage der Gemeinde Saterland im Landkreis Cloppenburg           | 123,62   | 14,378    | 116        | 6    | Die Kapelle der ehemaligen Kommende in Saterland             |